# Kirsten Justesen
Kirsten Justesen née le 25 décembre 1943 est une artiste danoise vivant et travaillant à Copenhague et à New York. Elle fait partie du mouvement artistique féministe.

## Biographie
Kirsten Justesen est diplômée de l'Académie royale danoise des beaux-arts en 1975. Elle étudie la sculpture classique. Son travail comprend l'art corporel, la performance, la sculpture et l'installation. Kirsten Justesen fait partie de la scène avant-gardiste des années 1960. Elle est une pionnière de l'art tridimensionnel qui intègre le propre corps de l'artiste. Elle crée un art féministe destiné à remettre en question les systèmes de valeurs traditionnels dans les années 1970. Ses œuvres ultérieures examinent les relations entre le corps, l'espace et le langage.
Kirsten Justesen réalise des expositions, des événements, des installations muséales, des performances et des peintures murales depuis le milieu des années 60. Kirsten Justesen enseigne en Scandinavie, aux États-Unis et au Moyen-Orient. Elle défend les droits et l'influence des femmes artistes dans le monde de l'art à travers ses mandats au sein de divers conseils d'administration et postes dans des fondations. Elle co-organise des séminaires sur les positions des femmes artistes dans la société.
Kirsten Justesen conçoit des décors de théâtre depuis 1967, notamment des collaborations avec des compagnies de ballet dans les années 1990, un livret et une conception de production avec la Randi Patterson Company. Elle travaille avec des scénographes à l'École nationale danoise de théâtre de 1985 à 1990.
La publication de Kirsten Justesen, Kors Drag est publiée en 1999. Elle comprend une collection de 200 images et 100 textes mots, réécrites par des artistes féminines internationales. Meltingtime # 11 est un catalogue rétrospectif publié en 2003, documentant les temps de fusion présentés depuis 1980.
Le travail de Kirsten Justesen s'inscrit dans une démarche politique. Il défie le monde de l'art et les perceptions de genre de la société. Il remet en question la marginalisation des femmes. Dans les années 1970, elle produit des contre-images critiques et humoristiques aux représentations romancées des artistes masculins, de la femme au foyer à la maison, telles que The Housewife Pictures. Les images sont diffusées sous forme d'affiches et dans des magazines féminins et de la littérature d'art dans les années 1970.
Kirsten Justesen incorpore souvent la glace comme élément artistique. Il s'agit d'une métaphore pour évoquer les processus et les changements auxquels le corps est soumis.
En 1970, elle participe au Damebilleder, qui est l'une des premières expositions mettant en vedette et organisée par des femmes artistes.

## Distinctions
- Médaille Eckersberg, 1996